# Divinas palabras (pel·lícula de 1987)
Divinas palabras és una pel·lícula espanyola dirigida el 1987 per José Luis García Sánchez que adapta l'obra teatral homònima de Ramón María del Valle-Inclán.

## Argument
Mari Gaila (Ana Belén) és la dona avariciosa del sagristà de San Clemente, un poble de Galícia, Pedro Gailo. Aquest té un nebot que va néixer amb hidrocefàlia i que la seva mare exhibeix per totes les fires. Un dia la mare de la criatura apareix morta i Mari Gaila i la seva cunyada es disputen la custòdia del nen per lucrar-se de la seva malaltia.

## Repartiment
- Ana Belén – Mari Gaila
- Francisco Rabal – Pedro Gailo
- Imanol Arias – Septimo Miau
- Esperanza Roy – Rosa, LaTatula
- Aurora Bautista - Marcia del reino
- Juan Echanove – Miguelin, el padrones

## Palmarès cinematogràfic
II Premis Goya 1987
| Categoria                   | Persona/Grup                           | Resultat   |
| --------------------------- | -------------------------------------- | ---------- |
| Millor pel·lícula           | Millor pel·lícula                      | Candidata  |
| Millor actor de repartiment | Juan Echanove                          | Guanyador  |
| Millor música original      | Milladoiro                             | Candidat   |
| Millor fotografia           | Fernando Arribas                       | Guanyador  |
| Millor muntatge             | Pablo González del Amo                 | Guanyador  |
| Millor so                   | Miguel Ángel Polo Enrique Molinero Rey | Guanyadors |